# Akadémiai díjasok listája (2001–2010)

## Az MTA osztályai
(A névsorban feltüntetett római számokhoz) 
- I. Nyelv- és Irodalomtudományok Osztálya
- II. Filozófiai és Történettudományok Osztálya
- III. Matematikai Tudományok Osztálya
- IV. Agrártudományok Osztálya
- V. Orvosi Tudományok Osztálya
- VI. Műszaki Tudományok Osztálya
- VII. Kémiai Tudományok Osztálya
- VIII. Biológiai Tudományok Osztálya
- IX. Gazdaság- és Jogtudományok Osztálya
- X. Földtudományok Osztálya
- XI. Fizikai Tudományok Osztálya

## Akadémiai díjasok 2001–2010

### 2001
- Barna Árpád (VI. o.), az MTA doktora, az MTA Műszaki Fizikai és Anyagtudományi Kutatóintézetének tud. tanácsadója
- Bartha Sándor, a biológiai tud. kandidátusa, az MTA Ökológiai és Botanikai Kutatóintézet tud. főmunkatársa
- Berkó András, a kémiai tud. kandidátusa, az MTA-SZTE Reakciókinetikai Kutatócsoport tud. főmunkatársa,
- Csizmazia Zoltán, a mezőgazd. tud. kandidátusa, a Debreceni Egyetem Centrum rektorhelyettese
- Czárán Tamás (VIII. o.) biológiai tud. kandidátusa, az MTA-ELTE Ökológiai és Elméleti Biológiai Kutatócsoportjának tud. főmunkatársa
- Erdőhelyi András (VII. o.), az MTA doktora, az SZTE Szilárdtest és Radiokémiai Tanszék egyetemi tanára
- Horváth Gyula (IX.), az MTA doktora, az MTA Regionális Kutatások Központjának igazgatója o.)
- Kiss János, az MTA doktora, az MTA-SZTE Reakciókinetikai Kutatócsoport tud. tanácsadója
- Kollár János (XI. o.), a fizikai tud. doktora, az MTA Szilárdtestfizikai és Optikai Kutatóintézet tud. igazgatója, c. egyetemi tanár
- Kroó András (III. o.) a matematikai tud. doktora, az MTA Rényi Alfréd Matematikai Kutató Intézet tud. tanácsadója
- Lakatos István (X. o.), a műszaki tud. doktora, a Miskolci Egyetem Alkalmazott Kémiai Kutatóintézetének igazgatója
- Mandl József (V. o.), az orvostud. doktora, a Semmelweis Egyetem Orvosi Vegytani, Molekuláris Biológiai és Patobiokémiai Intézetének igazgatója, tszv. egyetemi tanár
- Neményi Miklós (IV. o.), a mezőgazd. tud. doktora, a Nyugat-Magyarországi Egyetem Mezőgazdaság-tudományi Karának tud. dékánhelyettese
- Scheuring István biológiai tud. kandidátusa, az MTA-ELTE Ökológiai és Elméleti Biológiai Kutatócsoportjának tud. főmunkatársa
- Szabó Gábor, a műszaki tud. kandidátusa, a Szegedi Egyetem Élelmiszeripari Főiskolai Karának tszv. egyetemi tanára, rektorhelyettes
- Tóth József a kémiai tud. doktora, a Miskolci Egyetem Alkalmazott Kémiai Kutatóintézetének tud. tanácsadója, c. egyetemi tanár
- Vargyas Lajos (I. o.), a zenetud. doktora, az MTA Zenetudományi Intézete ny. tud. tanácsadója
- Vértesi Péter a matematikai tud. doktora, az MTA Rényi Alfréd Matematikai Kutató Intézet tud. tanácsadója

### 2002
- Beke Dezső (XI. o.), a fizikai tud. doktora, a Debreceni Egyetem Szilárdtestfizika Tanszékének tszv. egy. tanára
- Bodnár György (I. o.), az irodalomtud. doktora, egyetemi tanár, az MTA Irodalomtudományi Intézetének ny. igazgatója
- Galiba Gábor, az MTA doktora, az MTA Mezőgazdasági Kutatóintézet tud. főmunkatársa
- Götz Gusztáv (X. o.), a földrajztudomány doktora, a Pázmány Péter Katolikus Egyetem egyetemi tanára
- Kálmán Erika (VII. o.), a kémiai tud. doktora, a Bay Zoltán Anyagtudományi és Technológiai Intézet igazgatója, egyetemi magántanár
- Kéri György (VIII. o.), az MTA doktora, a SOTE EKSZ 1. Biokémiai Intézetének tud. tanácsadója
- Komjáth Péter (III. o.), a matematikai tud. doktora, az ELTE Számítógép-tudományi Tanszékének tszv. egyetemi tanára
- Kovács L. Gábor (V. o.), az orvostud. doktora, a Pécsi Tudományegyetem intézetigazgató egyetemi tanára, a szombathelyi Markusovszky Kórház oszt. vez. főorvosa
- Pálné Kovács Ilona (IX. o.), az MTA doktora, az MTA Regionális Kutatások Központjának igazgatója
- Pauk János (IV. o.), a mezőgazd. tud. kandidátusa, a Gabonatermesztési Kutatóintézet tud. főmunkatársa
- Rainer M. János (II. o.), az 1956-os Intézet igazgatója
- Raskó István (György?) , az orvostud. doktora, az MTA Szegedi Biológiai Központ Genetikai Intézetének igazgatója
- Solti László állatorvos, biotechnológus
- Székely Vladimír (VI. o.), a műszaki tud. doktora, a BME Elektronikus Eszközök Tanszékének tszv. egyetemi tanára

### 2003
- Ádám Magda (II. o.) a történettudomány doktora, az MTA Történettudományi Intézete nyugalmazott tudományos tanácsadója
- Berkes István, a matematikai tudomány doktora, az MTA Rényi Alfréd Matematikai Kutatóintézet tudomány tanácsadója
- Csáki Endre (III. o.), a matematikai tudomány doktora, az MTA Rényi Alfréd Matematikai Kutatóintézet tudományos osztályvezetője
- Gáborjányi Richárd (IV. o.), az MTA doktora, a VE Georgikon Mezőgazdaságtudományi Karának egyetemi tanára
- Haas János (X. o.), a földtudomány doktora, az MTA-ELTE Geológiai Kutatócsoport vezetője
- Hegedűs István (VI. o.), a műszaki tudomány doktora, a BME Hidak és Szerkezetek Tanszékének egyetemi tanára
- Kollár László (VII. o.), a kémiai tudomány doktora, a Pécsi Tudományegyetem Szervetlen Kémiai Tanszékének tanszékvezető egyetemi tanára
- Lévai Péter (XI. o.), az MTA doktora, az MTA Részecske- és Magfizikai Kutatóintézetének tudományos tanácsadója
- Lőrincné Istvánffy Hajna (IX. o.), a közgazdaság-tudomány doktora, a VE Nemzetközi Gazdaságtan Tanszékének tanszékvezető egyetemi tanára
- Nagy M. György (V. o.), az orvostudomány doktora, a Semmelweis Egyetem Humánmorfológiai és Fejlődésbiológiai Intézetének egyetemi tanára
- Sarkadi Balázs (VIII. o.), a biológiai tudomány doktora, az Országos Gyógyintézeti Központ Hematológiai és Immunológiai Intézetének tudományos igazgatóhelyettese
- Tóth Bálint, az MTA doktora, a BME Matematika Intézete Sztochasztika Tanszékének tanszékvezető egyetemi tanára
- Tóth Miklós, a mezőgazdasági tudomány doktora, az MTA Növényvédelmi Kutatóintézete Állattani Osztályának tudományos osztályvezetője
- Trócsányi Zoltán, az MTA doktora, a Debreceni Egyetem Kísérleti Fizika Tanszékének egyetemi tanára
- Ujváry Zoltán (I. o.) a néprajztudomány doktora, a Debreceni Egyetem Néprajzi Tanszékének emeritus professzora
- Váradi András, a biológiai tudomány doktora, az MTA Szegedi Biológiai Központ Enzimológiai Intézetének tudományos tanácsadója

### 2004
- Balla György, az orvostudomány doktora, a Debreceni Egyetem Orvos- és Egészségtudományi Centruma Neonatológiai Tanszékének tanszékvezető egyetemi tanára
- Balla József, az orvostudomány doktora, a DE OEC Belgyógyászati Intézet Nephrológia Tanszékének tanszékvezető egyetemi docense
- Burgyán József, az MTA doktora, a GMBK főigazgató-helyettese.
- Faragó Sándor egyetemi tanár, rektor, a Vízgazdálkodási Intézet igazgatója, Nyugat-magyarországi Egyetem Erdőmérnöki Karának munkatársa
- Fodor Pál a történettudomány kandidátusa, az MTA Történettudományi Intézete tudományos főmunkatársa
- Keglevich György a kémiai tudomány doktora, a Budapesti Műszaki és Gazdaságtudományi Egyetem Szerves Kémiai Technológia Tanszékének tanszékvezető egyetemi tanára
- Koloszár József egyetemi tanár, az Erdőművelési Tanszék vezetője Nyugat-magyarországi Egyetem Erdőmérnöki Karának munkatársa
- Losonczi Ágnes a szociológiai tudomány doktora, az MTA Szociológiai Kutatóintézetének tudományos tanácsadója, a magyar szociológia háború utáni újraindításának nagy alakja
- Márton Péterné Szalay Emőke a földtudomány doktora, az Eötvös Loránd Geofizikai Intézet Laboratóriumának vezetője
- Mészáros Károly, dékán, az Erdővagyon-gazdálkodási Intézet igazgatója, Nyugat-magyarországi Egyetem Erdőmérnöki Karának munkatársa
- Nagy Ferenc, a Gödöllői Mezőgazdasági Biotechnológiai Központ főigazgatója
- Páles Zsolt az MTA doktora, a Debreceni Egyetem Analízis Tanszékének egyetemi tanára,
- Sarkadi László, a fizikai tudomány doktora, az MTA Atommagkutató Intézetének tudományos osztályvezetője
- Szovák Kornél a nyelvtudomány kandidátusa
- Tisza Miklós a műszaki tudomány doktora, a Miskolci Egyetem Mechanikai Technológiai Tanszékének tanszékvezető egyetemi tanára

### 2005
- Antal Miklós, az MTA doktora, egyetemi tanár, a Debreceni Egyetem ÁOK Anatómiai, Szövet- és Fejlődéstani Intézet intézetigazgatója
- Benkő Mária, az állatorvos-tudomány kandidátusa, az MTA Állatorvostudományi Kutatóintézetének tudományos tanácsadója
- Bécsy Tamás, az irodalomtudomány doktora, nyugalmazott egyetemi tanár
- Gránásy László, az MTA doktora, tudományos főmunkatárs MTA Szilárdtestfizikai és Optikai Kutató Intézete
- Harrach Balázs, az MTA doktora, az MTA Állatorvostudományi Kutatóintézetének igazgatója
- Iglói Ferenc Iglói Ferenc, a fizikai tudomány doktora, tudományos tanácsadó MTA Szilárdtestfizikai és Optikai Kutató Intézete
- Kérchy László, a matematikai tudomány doktora, a Szegedi Tudományegyetem egyetemi tanára
- Miskolczy Ambrus, az MTA doktora, az ELTE BTK Román Filológiai Tanszék tanszékvezető egyetemi tanára
- Nováky Erzsébet, a közgazdaság-tudomány doktora, egyetemi tanár, a Corvinus Egyetem Jövőkutatási Kutatóközpontjának vezetője
- Papp Gábor geológus, muzeológus, PhD (földtudomány), a Magyar Természettudományi Múzeum Ásvány- és Kőzettára tudományos munkatársa
- Somló János, a műszaki tudomány doktora, a Budapesti Műszaki és Gazdaságtudományi Egyetem Gépészeti Informatika Tanszékének egyetemi tanára
- Szántay Csaba Ifj., az MTA doktora, a Richter Gedeon Rt. főosztályvezető-helyettese,
- Tímár József, az MTA doktora, az Országos Onkológiai Intézet osztályvezető főorvosa

### 2006
- Barta Györgyi, az MTA doktora, a Regionális Kutatások Központja intézeti igazgatója
- Csörgő Tamás, az MTA doktora, az MTA KFKI Részecske és Magfizikai Kutató Intézet tudományos tanácsadója
- Dövényi Zoltán, a Földrajztudományi Kutatóintézet tudományos igazgatóhelyettese
- Farkas József, a műszaki tudomány doktora, a Miskolci Egyetem Anyagmozgatási és Logisztikai Tanszékének emeritus professzora
- Hajdú Mihály, a nyelvtudomány doktora, nyugállományú egyetemi tanár
- Kardos Julianna, a kémiai tudomány doktora, a Kémiai Kutatóközpont tudományos osztályvezetője
- Kiss Edit Éva, a Földrajztudományi Kutatóintézet tudományos főmunkatársa
- Kocsis Károly, a Földrajztudományi Kutatóintézet tudományos osztályvezetője
- Kovács Ilona, az MTA doktora, a Budapesti Műszaki és Gazdaságtudományi Egyetem Kognitív Tudományi Tanszék tanszékvezető egyetemi docense
- Kovács Zoltán, a Földrajztudományi Kutatóintézet tudományos tanácsadója
- Michalkó Gábor, a Földrajztudományi Kutatóintézet tudományos főmunkatársa
- Nusser Zoltán, az MTA doktora, a Kísérleti Orvostudományi Kutatóintézet csoportvezetője
- Papp János, a mezőgazdasági tudomány doktora, a Budapesti Corvinus Egyetem Kertészettudományi Kar Gyümölcstermő Növények Tanszék egyetemi tanára
- Porpáczy Aladár, a mezőgazdasági tudomány doktora, a Nyugat-magyarországi Egyetem Mezőgazdaság- és Élelmiszertudományi Kar Kertészeti Tanszék egyetemi tanára
- Schaff Zsuzsa, az orvostudományok doktora, a Semmelweis Egyetem II. Pathológiai Intézetének tanszékvezető egyetemi tanára
- Székelyhidi László, a matematikai tudomány doktora, a Debreceni Egyetem Matematikai Intézet egyetemi tanára
- Tiner Tibor, a Földrajztudományi Kutatóintézet tudományos főmunkatársa

### 2007
- Arz Gusztáv, a műszaki tudomány kandidátusa, a BME GPK Gépgyártástechnológia Tanszék tudományos főmunkatársa
- Bitter István, kémiai tudomány doktora, a Budapesti Műszaki és Gazdaságtudományi Egyetem Szerves Kémiai Technológia Tanszék egyetemi tanára
- Borhy László, az MTA doktora, az ELTE BTK Ókori Régészeti Tanszék tanszékvezető egyetemi tanára
- Buzás Edit, az orvostudomány kandidátusa, a Semmelweis Egyetem Genetikai, Sejt- és Immunbiológiai Intézet egyetemi docense
- Csordás András, PhD, az MTA–ELTE Statisztikus Fizikai Kutatócsoport tudományos főmunkatársa
- Demény Attila, az MTA doktora, az MTA Geokémiai Kutatóintézet osztályvezetője, tudományos tanácsadója
- Hunyady László, az MTA doktora, a Semmelweis Egyetem ÁOK Élettani Intézet tanszékvezető egyetemi tanára
- Kullmann Lajos, az orvostudomány kandidátusa, az ELTE Bárczi Gusztáv Gyógypedagógiai Főiskolai Kar egyetemi tanára
- Pyber László, az MTA doktora, az MTA Rényi Alfréd Matematikai Kutatóintézet tudományos tanácsadója
- Repa Imre, az orvostudomány kandidátusa, a Kaposvári Egyetem Diagnosztikai és Onkoradiológiai Intézet igazgatója
- Romvári Róbert, az MTA doktora, a Kaposvári Egyetem egyetemi tanára
- Sütő András, a fizikai tudomány doktora, az MTA SZFKI tudományos tanácsadója
- Vörös Imre, az állam- és jogtudomány doktora, a Károli Gáspár Református Egyetem tanszékvezető egyetemi tanára

### 2009
- Dunai László, az MTA doktora, a Budapesti Műszaki és Gazdaságtudományi Egyetem egyetemi tanára.
- Felinger Attila, az MTA doktora, a Pécsi Tudományegyetem Analitikai és Környezeti Kémiai Tanszék egyetemi tanára.
- Horváth Dezső, a fizikai tudomány doktora, az MTA KFKI Részecske és Magfizikai Kutatóintézet tudományos tanácsadója.
- Kaánné Keszler Borbála, a nyelvtudomány doktora, az ELTE Bölcsésztudományi Kar Mai Nyelv Tanszék egyetemi tanára.
- Katus László, a történelemtudomány kandidátusa, a Pécsi Tudományegyetem Történettudományi Intézet professor emeritusa.
- Kilényi Géza, az állam- és jogtudományok doktora, a Pázmány Péter Katolikus Egyetem professor emeritusa.
- Krisztin Tibor, az MTA doktora, a Szegedi Tudományegyetem Bolyai Intézet tanszékvezető egyetemi tanára.
- Melegh Béla, az MTA doktora, a Pécsi Tudományegyetem Orvosi Genetikai és Gyermekfejlődéstani Intézet tanszékvezető egyetemi tanára.
- Toldi József, a biológia tudományok doktora, a Szegedi Tudományegyetem Élettani, Szervezettani és Idegtudományi Tanszék tanszékvezető egyetemi tanára.
- Gyulai Gábor, a biológia tudományok doktora, a Szent István Egyetem Genetikai és Biotechnológiai Intézet egyetemi tanára.
- Kiss Erzsébet, a mezőgazdaság tudomány kandidátusa, a Szent István Egyetem Genetikai és Biotechnológiai Intézet egyetemi tanára.

### 2010
- Dudás Illés gépészmérnök, a gépészeti tudományok (MTA) doktora, egyetemi tanár.

## Akadémiai Díj
- Akadémiai díjasok listája (1961–1980)
- Akadémiai díjasok listája (1981–2000)